# Andrew Calof
Andrew Calof, född 9 maj 1991, är en kanadensisk ishockeyspelare som spelar i Växjö Lakers. Han har tidigare spelat för Skellefteå AIK i SHL.